# Porteranthus stipulatus
Porteranthus stipulatus là loài thực vật có hoa trong họ Hoa hồng. Loài này được (Muhl. ex Willd.) Britton miêu tả khoa học đầu tiên năm 1894.